# اچ‌ام‌اس لیدی‌برد (۱۹۱۶)
اچ‌ام‌اس لیدی‌برد (۱۹۱۶) (به انگلیسی: HMS Ladybird (1916)) یک کشتی بود. این کشتی در سال ۱۹۱۶ ساخته شد.